# Attilio Kossovel
Ernesto Attilio Kossovel detto Attila (Fiume, 21 aprile 1909 – Monza, 5 luglio 1982) è stato un calciatore e allenatore di calcio italiano, di ruolo centrocampista.

## Carriera

### Calciatore
Kossovel esordisce in Serie A con il Milan il 4 gennaio 1931 a Busto Arsizio contro la Pro Patria (sconfitta per 2-1). Rimane in rossonero fino al 1933 quando, dopo aver disputato 56 partite e realizzato 4 reti con i milanesi nella massima serie nazionale, passa all'Atalanta in Serie B. Rimane a Bergamo una sola stagione per poi trasferirsi alla Comense nel 1934, sempre in cadetteria.
Nel 1935 passa al Venezia, in Serie C, conquistando la promozione in Serie B e giocando titolare nella cosiddetta mediana di ferro con Varini e Biffi. Conclude la carriera al Vigevano nel 1937 (ancora in Serie B), nel Dopolavoro Pirelli nel 1939, in Serie C, nella Fiumana e, durante la guerra, nella Stradellina.

### Allenatore
Esordisce come allenatore dopo la guerra, guidando la Fermana. Nel 1947 si trasferisce in Sicilia, prima al Termini Imerese per un biennio e poi a Gela, dove allena la locale squadra di calcio vincendo il campionato di Prima Divisione; nello stesso tempo gestisce con la moglie un bar in città. Allena poi la Notinese e il Ponte San Pietro, in IV Serie.
Dopo aver partecipato al corso per allenatori, guida il Piacenza, nel campionato di Serie C 1953-1954 e nella stagione successiva, nella quale viene sostituito da Giuseppe Antonini. Dopo una stagione di nuovo sulla panchina del Termini Imerese, nell'estate 1956 passa al Palermo, come vice di Ettore Puricelli, subentrandogli nel marzo successivo: alla guida dei rosanero non evita la retrocessione in Serie B, subendo 9 sconfitte in 13 partite. Nella stagione successiva torna brevemente ad allenare il Palermo nella serie cadetta, subentrando a Pietro Rava e venendo sua volta sostituito da Carlo Rigotti.
Dopo l'esperienza palermitana, siede sulla panchina della Reggina, dove subisce un nuovo esonero nel campionato 1958-1959., e del Monza, con cui ottiene la salvezza nel campionato di Serie B 1959-1960.
Rimane al Monza anche nelle stagioni successive, allenando la De Martino all'inizio della stagione 1963-1964, prima di sostituire Hugo Lamanna alla guida della prima squadra. Conclude la carriera di allenatore guidando per due stagioni la Pro Sesto, in Serie D.

## Palmarès

### Giocatore

#### Competizioni nazionali
- Serie C: 1

Venezia: 1935-1936

### Allenatore

#### Competizioni regionali
- Prima Divisione: 1

Gela: 1949-1950